# Pagondas de Tebas
Pagondas (en griego antiguo: Παγώνδας, romanizado: Pagondas) fue un destacado deportista griego nativo de Tebas en Beocia .
Ganó en una carrera de carros en la Olimpiada 25.ª (680 a. C) en la modalidad de cuadriga. Fue la primera vez que este tipo de carreras de carros se disputaron a los Juegos Olímpicos. De él habla Pausanias en la Descripción de Grecia.